# CanJet

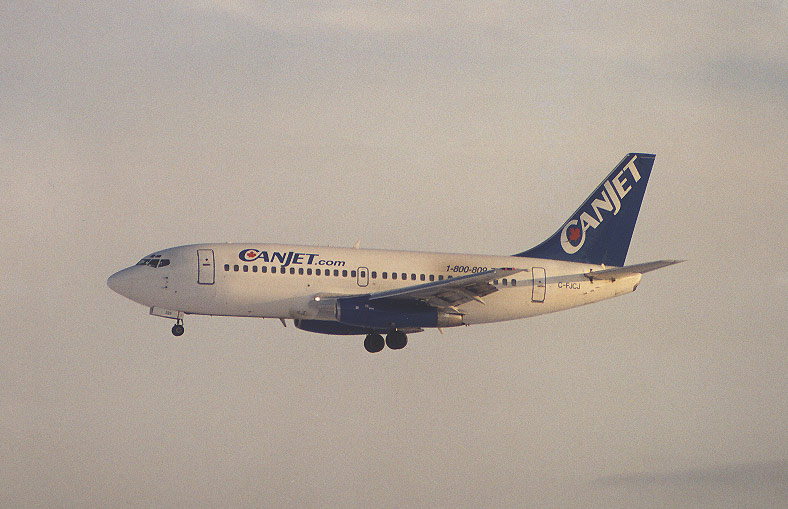
Boeing 737—200 авіакомпанії CanJet Airlines сідає в Міжнародному аеропорту Торонто Пірсон

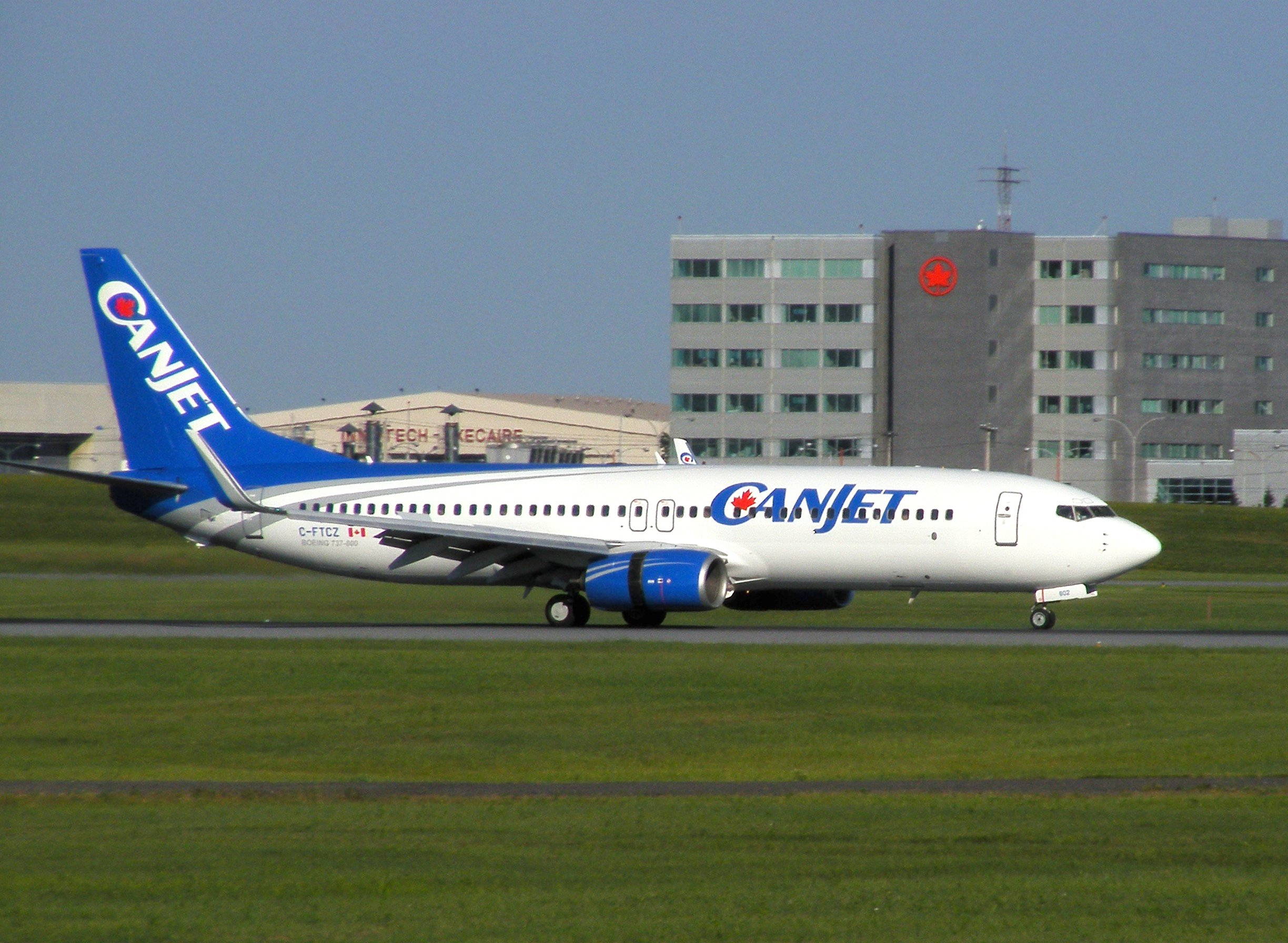

CanJet Airlines — бюджетна авіакомпанія Канади зі штаб-квартирою в Енфілді (Нова Шотландія) неподалік від Міжнародного аеропорту Галіфакс імені Роберта Л. Стенфілда, що спеціалізується на виконанні регулярних та чартерних рейсів в Канаді та Сполучених Штатах Америки. Є дочірнім підрозділом холдингу IMP Group International.
До початку вересня 2006 року CanJet Airlines виконувала регулярні рейси в 15 аеропортів США і Канади як авіакомпанія-дискаунтер, однак 5 вересня того ж року керівництво CanJet оголосило про закриття всіх регулярних маршрутів і переорієнтації компанії виключно на чартерні перевезення.
Станом на березень 2007 року в штаті авіакомпанії працювало 572 співробітників.

## Історія

### 1999—2001 роки: початок
Авіакомпанія CanJet була заснована в 1999 році як дочірній підрозділ холдингу IMP Group і почала операційну діяльність 5 вересня наступного року. У травні 2001 року компанія об'єдналася з регіональним перевізником Canada 3000, за кілька місяців до банкрутства останнього.

### 2002—2006 роки: регулярні перевезення
Діяльність CanJet Airlines в ролі незалежного авіаперевізника була відновлена 20 червня 2002 року. Маршрутна мережа регулярних рейсів спочатку складалася з трьох пунктів призначення і послідовно розширювалась протягом наступних кількох років. Повітряний флот компанії складався з одного лайнера Boeing 737—300 і восьми літаків Boeing 737—500 1990-х років випуску, сім з яких раніше експлуатувалися магістральної авіакомпанією США United Airlines, один — флагманом Німеччині компанією Lufthansa. Керівництво CanJet Airlines планувало розширити парк літаків Boeing 737—500 до двадцяти одиниць до 2006 року, проте в силу ряду причин ці плани не були реалізовані.
У квітні 2004 року CanJet оголосила про відкриття власного транзитного вузла (хаба) в Міжнародному аеропорту Гамільтон імені Джона Мунро з метою заповнення вакууму, що утворився після того, як компанія-дискаунтер WestJet перенесла центр ваги своїх інтересів з Гамільтона в Міжнародний аеропорт Торонто Пірсон.
У травні 2005 року авіакомпанія продовжила своє розширення в західному напрямку, відкривши регулярні рейси між Калгарі і Торонто і плануючи зайняти ринок регіональних перевезень, маршрутної мережі аеропортів цих двох міст. Після банкрутства перевізника Jetsgo керівництво CanJet Airlines заявило про намір заповнити деякі звільнилися ринки авіаперевезень, проте, щоб не піти по шляху іншого банкрута Canada 3000, даний процес планувалося реалізовувати поступово. У червні 2005 року, через два тижні після відкриття регіональної авіакомпанією Air Canada Jazz регулярних рейсів з Гамільтона в Монреаль і Оттаву, CanJet Airlines анонсувала нові маршрути з Торонто в Міжнародний аеропорт Форт-Лодердейл/Голлівуд.
У травні 2006 року CanJet Airlines підписала партнерську угоду з іншого канадської авіакомпанією Harmony Airways, в рамках якого обидва перевізника істотно розширювали свої маршрутні мережі по всій країні, фактично інтегруючи два польотних розкладу в єдиній ціле. CanJet при цьому передавала рейси на захід від Торонто ведення Harmony Airways і переорієнтувалася на польоти в населені пункти Атлантичної Канади. Дана угода була код-шерінгові договором, тобто дозволяло пасажирам однієї авіакомпанії користуватися послугами іншого перевізника за єдиним діючих тарифів та пільг.

### З 2006 року: чартерні перевезення
5 вересня 2006 року керівництво авіакомпанії CanJet Airlines оголосила про завершення з 10 вересня всіх регулярних рейсів і повне перепрофілювання діяльності компанії на чартерні перевезення. Основною причиною такого кроку топ-менеджери вказали високу конкуренцію серед канадських авіакомпаній і, як наслідок, постійне зниження операційного прибутку перевізників, що працюють на регіональних та місцевих лініях. За словами президента холдингу IMP Group, генерального директора CanJet Airlines Кена Роува «… оскільки на ринку регулярних авіаперевезень бізнес-ризики компаній постійно зростають, холдинг IMP вирішив призупинити всі регулярні всесезонні рейси і зосередити свою увагу на роботі в області чартерних перевезень». Керівництво компанії підкреслило, що пасажири, які придбали квитки на дати пізніше 10 вересня 2006 року будуть перевезені іншими авіакомпаніями, або отримають повну компенсацію вартості авіаквитків.
27 вересня 2006 року CanJet оголосила набір більше ста пілотів і бортпровідників — близько 20 % від загального числа звільненого льотного складу 10 вересня цього ж року. Розширення штату стало можливим після укладення великого контракту з туристичним оператором Sunquest і введення великої кількості чартерних рейсів на туристичних напрямках.

### 2009 рік: партнерство з Transat
13 лютого 2009 року CanJet Arilines анонсувала свою п'ятирічну програму партнерських відносин з великим канадським холдингом Transat A. T., до складу якого входить магістральна авіакомпанія Air Transat. Дане комерційне угоду замінило закінчився договір з іншою бюджетною авіакомпанією WestJet. З 1 травня 2009 року туристичні тури Transat між містами країни виконуються на літаках B737 CanJet.
З травня 2010 року в рамках туристичної програми Canadian Affair заплановані чартерні рейси з Галіфаксу і Фредериктона в лондонський аеропорт Гатвік. Польоти будуть відбуватися раз на тиждень з Фредериктона і двічі в тиждень з Галіфаксу на літаках Boeing-737. CanJet Airlines при цьому замінює авіакомпанії Thomas Cook Airlines і Air Transat, які працювали на даних маршрутах у 2009 році.

## Флот

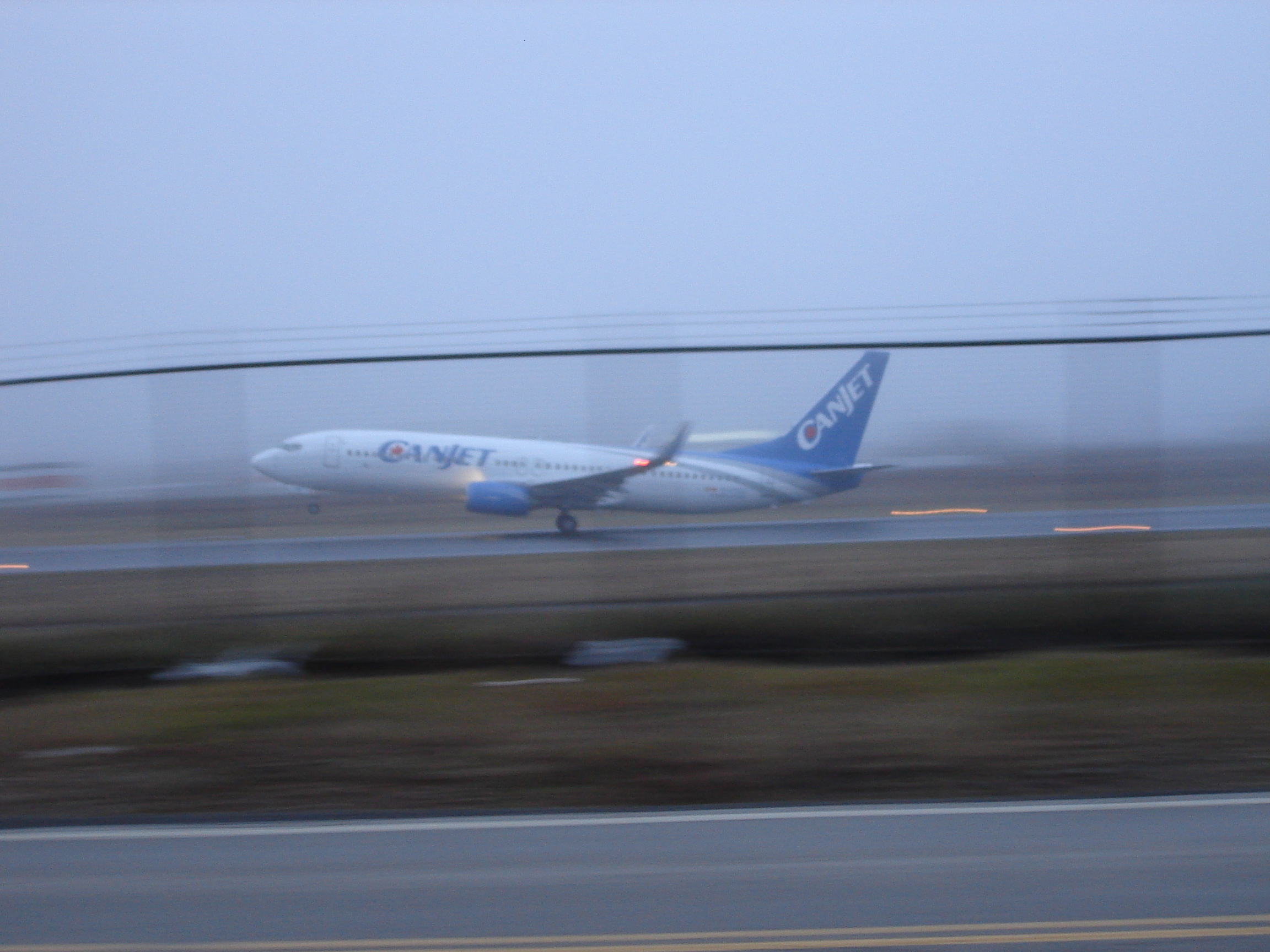
Boeing 737—800 авіакомпанії CanJet Airlines на зльоту з Міжнародного аеропорту Галіфакс, 2008 рік

Станом на 13 грудня 2009 року повітряний флот авіакомпанії CanJet Airlines складали наступні літаки:
| Тип літака     | Всього                                                 | Пасажирів |
| -------------- | ------------------------------------------------------ | --------- |
| Boeing 737—800 | 11 (6 з 11 літаків здаються в оренду на зимовий сезон) | 189       |

На 13 грудня 2009 року середній вік літаків CanJet склав 8,7 років.

### Виведені з експлуатації
- Boeing 737—200
- Boeing 737—300
- Boeing 737—500

## Бортхарчування
Під час польоту CanJet Airlines пропонує пасажирам безкоштовне харчування та безалкогольні напої. Закуски і алкоголь надаються за додаткову плату. Сервіс системи розваг на борту пропонується за 3 канадських долара з людини на весь рейс.

## Авіаподії і нещасні випадки
19 квітня 2009 року, рейс 918 Міжнародний аеропорт імені Сангстера (Монтего-Бей, Ямайка) — Міжнародний аеропорт Галіфакс Стенфілд. Літак Boeing 737—800, який готувався до вильоту з Монтего-Бей був захоплений збройним терористом, проникшим через систему перевірки безпеки Міжнародного аеропорту імені Сангстера. Після захоплення всі пасажири були відпущені, в заручниках залишалися шість членів екіпажу. Через кілька годин після переговорів з участю прем'єр-міністра країни Брюса Голдінга терорист здався владі.